# Innerpeffray Chapel

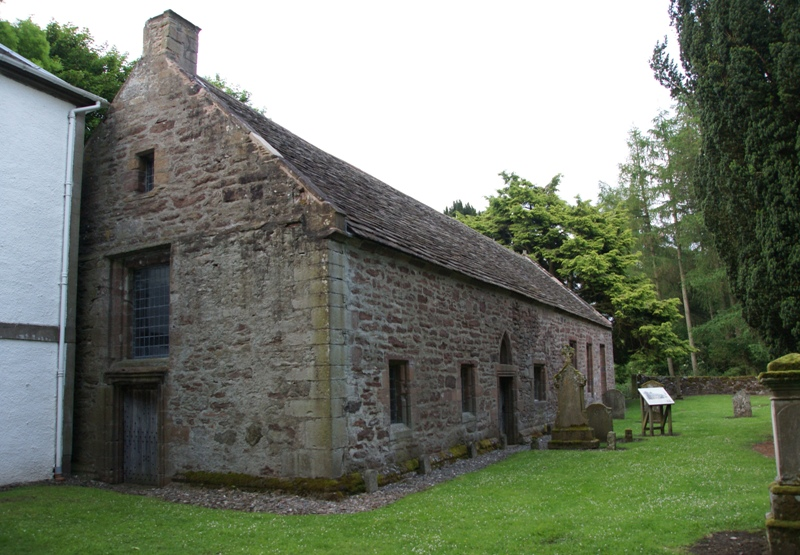
Innerpeffray Chapel gezien uit het zuidwesten. Het witte gebouw links is de Free Library.

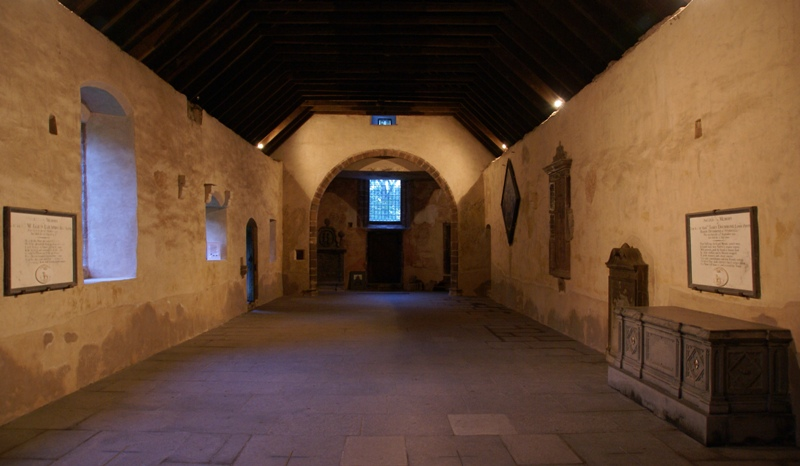
Het interieur, kijkende richting de vestibule in het westen.

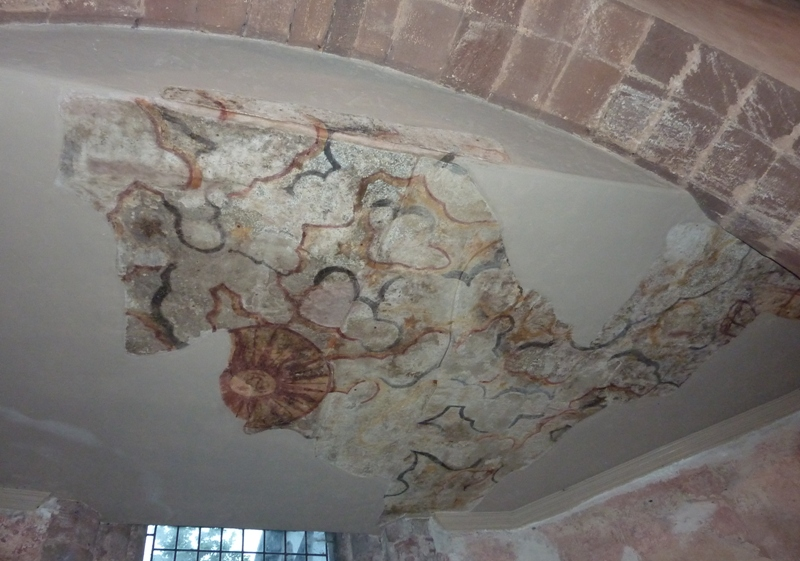
Schildering in tempera.

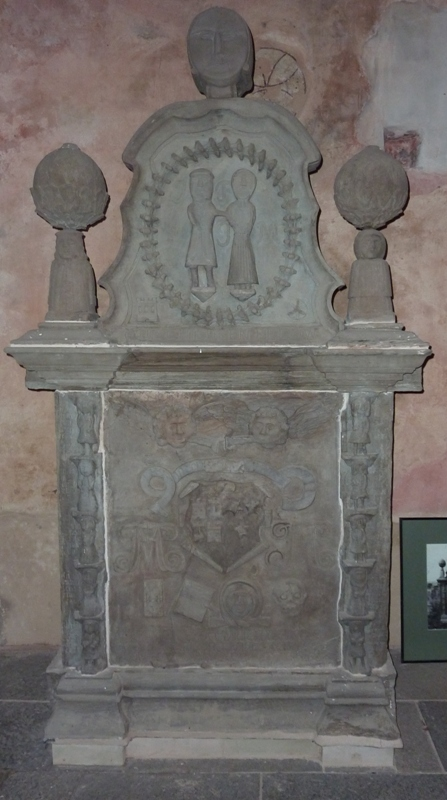
Het Faichey Monument uit 1707.

De Innerpeffray Chapel, ook wel Innerpeffray Collegiate Church en St Mary's Chapel genoemd, is een zestiende-eeuwse stift, gelegen ongeveer vijf kilometer ten zuidoosten van Crieff in de Schotse regio Perth and Kinross.

## Geschiedenis
De vroegste referentie die verwijst naar een kapel in Innerpeffray dateert van 1365.
Het was Lord John Drummond die de huidige Innerpeffray Chapel bouwde.
In 1506-1507 stelde hij vier kapelaans aan. In 1542 waren deze geestelijken deel van een stift, een Collegiate Church. De geestelijken hadden tot taak te bidden voor de levenden en voor de zielen van de familie Drummond.
Na de reformatie in 1560 werd de Innerpeffray Chapel gebruikt als familiemausoleum. Ook was een bibliotheek in het gebouw gehuisvest. Deze bibliotheek was vóór 1680 opgericht door David Drummond, derde Lord Madertie. In 1762 werd de bibliotheek door aartsbisschop Hay Drummond van York verhuisd naar de nieuwe Free Library die naast de kapel werd gebouwd.

## Bouw
De Innerpeffray Chapel heeft een rechthoekige plattegrond en meet 24,7 meter bij 8,2 meter. De kerk is oost-westelijk georiënteerd. Innerpeffray Chapel was oorspronkelijk verdeeld in drie ongelijke delen. Aan de westzijde bevindt zich de vestibule, gescheiden van de kerk door een ronde boog. In de noordwestelijke hoek van de vestibule bevindt zich een wenteltrap naar een kleine kamer op de eerste verdieping met een westraam dat uitzicht geeft naar buiten en een oostraam dat zicht biedt op het interieur van de kerk. Het plafond van de vestibule is beschilderd in tempera en toont een zon te midden van wolken. De engelen zijn niet meer zichtbaar.
Ten oosten van de vestibule bevinden zich het schip en het koor met grote ramen aan de zuidzijde. Aan de oostzijde van het koor bevindt zich een stenen altaar uit de zestiende eeuw.
In de kerk zijn nog vier op de muren geschilderde consecratiekruisen herkenbaar.
Er zijn twee toegangen aan de zuidzijde: eentje voor de leken en eentje voor de geestelijken. In de westmuur bevindt zich de processietoegang.
Aan het westelijk uiteinde van de kerk staat het Faichey Monument uit 1707. Dit grafmonument, dat oorspronkelijk op het kerkhof stond, gedenkt Joanna Murray, de vrouw van James Faichney, die meestermetselaar en beeldhouwer was. Het grafmonument toont onder andere hun tien kinderen met naam en geboortedatum.
Ook bevinden zich enige monumenten ter nagedachtenis van de familie Drummond in de kerk.

## Beheer
De Innerpeffray Chapel wordt beheerd door Historic Scotland. De ernaast staande achttiende-eeuwse Free Library wordt niet door Historic Scotland beheerd .